# Michael Hixon
Pour les articles homonymes, voir Hixon.
Michael Hixon (né le 16 juillet 1994 à Amherst) est un plongeur américain.
Il participe aux Jeux olympiques de la jeunesse à Singapour en 2010 en remportant la médaille de bronze.
Il a remporté la médaille d'argent du tremplin à 3 mètres synchronisé aux Jeux olympiques d'été de 2016 à Rio de Janeiro avec Sam Dorman.